# Introducing Wayne Shorter
Introducing Wayne Shorter – debiutancki album studyjny amerykańskiego saksofonisty jazzowego Wayne’a Shortera, wydany po raz pierwszy w 1960 roku z numerem katalogowym SR 3006 nakładem Vee Jay Records. Album wznawiany był także pod zmienionym tytułem jako Blues à la Carte lub Shorter Moments.

## Lista utworów
Opracowano na podstawie materiału źródłowego.
Wydanie LP
Strona A
| Nr | Tytuł utworu         | Muzyka        | Długość |
| -- | -------------------- | ------------- | ------- |
| 1. | „Blues à la Carte”   | Wayne Shorter | 5:32    |
| 2. | „Harry’s Last Stand” | Shorter       | 4:37    |
| 3. | „Down in the Depths” | Shorter       | 9:39    |
|    |                      |               | 19:48   |

Strona B
| Nr | Tytuł utworu     | Muzyka                                      | Długość |
| -- | ---------------- | ------------------------------------------- | ------- |
| 1. | „Pug Nose”       | Shorter                                     | 6:47    |
| 2. | „Black Diamond”  | Shorter                                     | 5:57    |
| 3. | „Mack the Knife” | Marc Blitzstein, Bertolt Brecht, Kurt Weill | 4:25    |
|    |                  |                                             | 17:09   |

Utwory dodatkowe na CD
| Nr | Tytuł utworu                          | Muzyka  | Długość |
| -- | ------------------------------------- | ------- | ------- |
| 1. | „Blues à la Carte (alternate take)”   | Shorter | 5:43    |
| 2. | „Harry’s Last Stand (alternate take)” | Shorter | 4:59    |
| 3. | „Down in the Depths (alternate take)” | Shorter | 10:18   |
| 4. | „Black Diamond (alternate take)”      | Shorter | 7:43    |
|    |                                       |         | 28:43   |

## Twórcy
Opracowano na podstawie materiału źródłowego.
Muzycy:
- Wayne Shorter – saksofon tenorowy
- Lee Morgan – trąbka
- Wynton Kelly – fortepian
- Paul Chambers – kontrabas
- Jimmy Cobb – perkusja

Produkcja:
- Sid McCoy – inżynieria dźwięku
- Barbara J. Gardner – liner notes